# Mikhaïl Lysov
Mikhaïl Pavlovitch Lysov (en russe : Михаил Павлович Лысов), né le 29 janvier 1998 à Vladimir, est un footballeur russe qui évolue au poste de latéral gauche.

## Biographie

### En club
En 2018, il atteint avec le Lokomotiv Moscou les seizièmes de finales de la Ligue Europa, en étant battu par l'Atlético Madrid. Il gagne son premier titre avec le club en remportant la Coupe de Russie en 2019, étant titularisé pour la finale face à l'Oural Iekaterinbourg.
À partir de la mi-2019, Lysov est lourdement affecté par plusieurs blessures qui l'éloigne des terrains durant la quasi-totalité de la saison 2019-2020. En septembre 2020, des problèmes vasculaires lui sont diagnostiqués, ce qui l'oblige à arrêter la pratique du football pendant plusieurs mois. Autorisé à reprendre à partir du mois de juin 2021, de nouveaux problèmes de santé l'amènent à annoncer la fin définitive de sa carrière dès le 22 juillet 2021, à l'âge de 23 ans.

### En équipe nationale
Avec les moins de 17 ans, il participe au championnat d'Europe des moins de 17 ans en 2015. Lors de cette compétition, il joue cinq matchs. La Russie s'incline en demi-finale face à l'Allemagne.
Avec les moins de 19 ans, il inscrit deux buts, contre la Lettonie et le Kazakhstan.

## Statistiques
| Saison                | Club                  | Championnat           | Championnat | Championnat | Coupe(s) nationale(s) | Coupe(s) nationale(s) | Compétition(s) continentale(s) | Compétition(s) continentale(s) | Compétition(s) continentale(s) | Total | Total |
| Saison                | Club                  | Division              | M.          | B.          | M.                    | B.                    | Comp.                          | M.                             | B.                             | M.    | B.    |
| 2017-2018             | Lokomotiv Moscou      | D1                    | 13          | 0           | 1                     | 0                     | C3                             | 5                              | 0                              | 19    | 0     |
| 2018-2019             | Lokomotiv Moscou      | D1                    | 8           | 0           | 3                     | 0                     | C1                             | 1                              | 0                              | 12    | 0     |
| 2019-2020             | Lokomotiv Moscou      | D1                    | 1           | 0           | -                     | -                     | -                              | -                              | -                              | 1     | 0     |
| 2020-2021             | Lokomotiv Moscou      | D1                    | 1           | 0           | -                     | -                     | -                              | -                              | -                              | 1     | 0     |
| Total sur la carrière | Total sur la carrière | Total sur la carrière | 23          | 0           | 4                     | 0                     | -                              | 6                              | 0                              | 33    | 0     |

## Palmarès
Lokomotiv Moscou
- Vainqueur de la Coupe de Russie en 2019.